# Команда на волноопределяющите се
Командата на волноопределяющите се е група от доброволно постъпили на служба лица в България след Освобождението, които притежават определен образователен ценз (средно или висше образование) и възраст. Получават право да следват в офицерски школи и военни учебни заведения, за да добият право на производство в офицерски чин.
През март 1878 г. временното руско управление създава школа, в която постъпват доброволци, с цел да се подготвят за административна работа при руските губернатори и окръжни началници. Някои от тях се подготвят за кадри за бъдещото военно училище.
На 12 юли започва обучението на 107-те доброволци от които създава рота под командването на капитан Николай Флейшер. Специална комисия избира 18 от тях за изпит.
Със специален рапорт на 30 август 1878 г. от завеждащия групата на волноопределяющите се капитан Стрижевски до началника на щаба на Българската земска войска генерал-майор Александър Шелейховски, се предлага унтерофицерите Христо Попов, Стефан Александров, Рачо Петров и Петър Тантилов да бъдат произведени в първия офицерски чин прапоршчик, а ефрейторите Иван Златанов, Кирил Ботев, Велизар Пеев, Спас Иванов, Иван Дончев, Бончо Балабанов, Дечко Христов, Петко Караиванов, Димитър Клатнов, Никола Петров и Христо Петрунов – в чин унтерофицер.
В отговор руският императорски комисар в България генерал-адютант Александър Дондуков-Корсаков подписва заповед №13 от същия ден за производството в чин само на 4-мата унтерофицери. Всички останали са произведени в чин ефрейтор.

## Служили в командата
Списъкът е подреден по чин и фамилно име:
- генерал от пехотата Никола Иванов
- генерал от пехотата Стилиян Ковачев
- генерал от пехотата Рачо Петров
- генерал-лейтенант Кирил Ботев
- генерал-лейтенант Радко Димитриев
- генерал-лейтенант Стефан Паприков
- генерал-лейтенант Петър Тантилов
- генерал-майор Бончо Балабанов
- генерал-майор Никола Бочев
- генерал-майор Атила Зафиров
- генерал-майор Стефан Ильев
- генерал-майор Христо Петрунов